# Попов Олексій Федорович (військовик)
Попо́в Олексі́й Фе́дорович (нар. 30 березня 1896 — пом. 12 жовтня 1946) — радянський воєначальник, генерал-лейтенант танкових військ.

## Біографія
Народився 30 березня 1896 року на хуторі Котовський Урюпінського району Волгоградської області.
З серпня 1915 по грудень 1917 року в складі російської армії брав участь в Першій світовій війні. В 1916 році закінчив навчальну команду 112-ї артилерійської бригади в Казані, старший унтер-офіцер. У грудні 1917 року вступив до Червоної Гвардії. В Червоній Армії — з лютого 1918 року.
Після закінчення кавалерійських курсів у Петрограді у вересні 1918 року призначений командиром взводу. З березня 1919 року — командир взводу, кавалерійського ескадрону 1-го Саратовського кав.полку 2-ї кав.дивізії 9-ї армії Південного фронту.
У 1922 — 1924 роках — навчання в 6-й командній кавалерійській школі в Таганрозі.
З квітня 1924 по вересень 1928 роки — командир взводу полкової школи, командир ескадрону 25-го Заамурського кав.полку 5-ї кав.дивізії Північно-Кавказького ВО.
З жовтня 1928 по вересень 1929 року — навчання на кавалерійських КУКС в Новочеркаську. По закінченні — помічник начальника штабу, начальник штабу 28-го Таманського кав.полку, помічник начальника оперативної частини штабу 5-ї кав.дивізії. З травня 1932 року — начальник штабу і командир 5-го механізованого полку цієї ж дивізії.
З липня 1938 року — начальник автобронетанкових військ 1-ї армії.
З 11 березня 1941 року — командир 60-ї танкової дивізії 30-го механізованого корпусу.
З 20 січня 1942 року — начальник Челябінського автобронетанкового навчального центру.
З 19 травня 1942 року — командир 11-го танкового корпусу.
З 30 серпня 1942 року — командир 23-го танкового корпусу.
З 16 жовтня 1942 року — командир 2-го танкового корпусу (19 вересня 1943 року перетворений в 8-й гвардійський танковий корпус).
Після війни, з травня 1946 року — заступник командуючого 9-ю механізованою армією.
З вересня 1946 року — в розпорядженні командуючого БТіМВ ЗС СРСР.
Помер 12 жовтня 1946 року. Похований на Новодівочому цвинтарі в Москві.

## Військові звання
- З 22 лютого 1938 року — полковник;
- З 4 червня 1940 року — генерал-майор танкових військ;
- З 21 серпня 1943 року — генерал-лейтенант танкових військ.

## Нагороди[1]
- Орден Леніна (10.01.1944);
- п'ять орденів Червоного Прапора;
- Орден Суворова 1-го ступеня (06.04.1945);
- Орден Суворова 2-го ступеня (09.04.1943);
- медалі;